# Darwinia pauciflora
Darwinia pauciflora är en myrtenväxtart som beskrevs av George Bentham. Darwinia pauciflora ingår i släktet Darwinia och familjen myrtenväxter. Inga underarter finns listade i Catalogue of Life.